# Менжинский, Валерий Станиславович
Менжинский Валерий Станиславович (Мянжынскі; род. 29 декабря 1954, Витебск) — советский и белорусский учёный, историк, археограф и метрикант. Кандидат исторических наук (1988).

## Биография
С 1976 года преподавал в техническом училище.
В 1981 году окончил Белорусский государственный университет (БГУ), и начал работать в Институте истории Национальной академии наук Беларусі.
Учился в аспирантуре при Институте истории СССР АН СССР, позднее тамже проходил стажировку.
В 1988 году получил степень кандидата исторических наук. Тема диссертации «Феодальное землевладение в Белоруссии во второй четверти XVI в. : По материалам книг записей Литовской метрики» (Москва, 1988).
Трудовая деятельность в Институте истории НАН Беларуси (1981 - 2010): лаборант, научный сотрудник отдела истории БССР эпохи феодализма, отдела специальных исторических наук, старший научный сотрудник отдела истории Беларуси Средних веков и начала Нового времени, старший научный сотрудник отдела источниковедения и археографии.
С 2001 года преподаёт в БГУ.
Исследует историю Метрики ВКЛ, историю землевладения и дворянского сословия ВКЛ.